# Велика Ложа України
Велика Ложа України (англ. Grand Lodge of Ukraine) — регулярна (визнана) головна масонська організація, що об'єднує «блакитні» (Іоанівські) масонські ложі на території України.
Інстальована 18 вересня 1919 року в місті Києві під назвою The G.L. of Ukraina St. Andraeus Praevocatus within their H.Q. at the Or. of Kyiv. Для тих часів було звичаєм що і Великі Ложі мали особливі назви. Наразі деякі Великі Ложі також мають або зберегли особливі назви. Реінстальована 24 вересня 2005 року в Парижі за присутності Великих Майстрів Великої Національної Ложі Франції, Великої Ложі Австрії.

## Історія створення та розвитку
24 вересня 2005 року в Парижі, у своєму Великому Храмі, Велика Національна Ложа Франції спільно з Великою Ложею Австрії реінсталювали Велику Ложу України. У церемонії взяли участь представники дружніх країн, у особі Великого Майстра Великої Ложі Австрії та Помічника ВМ Великої Ложі Польщі, при чому кожний служив або французькою, або своєю рідною мовою, згідно з Ритуалом Великої Ложі (Емулейшен).
Велика Ложа України об'єднала п'ять Лож: чотири ДЛ, що були сформовані і потім освячені ВНЛФ між 1993 та 2000 роками, а саме «Три Колони» № 785 у Києві, «Фенікс України» № 1016 у Харкові, «Каменяр» № 1232 у Львові, та «Золота Акація» № 1309 у Одесі, котрі були об'єднані у Дистрикт Україна у травні 2001 року, а також п'яту Ложу «Світло», освячену Великою Ложею Австрії у Львові.
На сьогоднішній день станом на 2021 рік до складу Великої Ложі України входить чотирнадцять Достойних Лож:
- «Три Колони» № 1 в Києві
- «Каменяр» № 3 у Львові
- «Золота Акація» № 4 в Одесі
- «Світло» № 5 у Львові
- «Імхотеп до Полум'яної Зорі» № 6 в Івано-Франківську[2]
- «Юрій Котермак» № 7 у Дрогобичі
- «Безсмертя» № 8 («Immortality») в Києві, яка працює англійською мовою в ритуалі Емуляція (Emulation Ritual)
- «Ланжерон» № 9 в Одесі
- «Григорій Сковорода» № 11 в Києві, яка працює в ритуалі Шрьодера
- «Паломники до країни Сходу» № 17 в Запоріжжі[3]
- «Pontus Euxinus» № 18 в Одесі
- «Equilibrium» № 20 в місті Києві[4]
- «Гармонія та Порядок» № 21 в Харкові
- «Порта Піретос» № 22 в Чернівцях

В Україні до регулярного масонства належить тільки Велика Ложа України, визнана Великою Об'єднаною Ложею Англії (United Grand Lodge of England), яка в свою чергу вважається найстарішою масонською гранд-ложею в світі.

## Організаційна структура Великої Ложі України
Велику Ложу України очолює Великий Майстер, який діє на основі Конституції Великої Ложі та Великого Регламенту Великої Ложі.
Посада Великого Майстра вибірна, також обирається Великий Скарбник. Решта Великих Офіцерів призначається Великим Майстром.